# Why Not
Why Not – trzeci singel Hilary Duff. Był również główną ścieżką do filmu The Lizzie McGuire Movie. Został wydany  na całym świecie 23 czerwca 2003 przez Disney International. Wydanie CD zawiera remix "Why Not", remix "I Can’t Wait" i teledysk.
W środku 2003 roku inna wersja "Why Not" została dołączona do debiutanckiego albumu Metamorphosis. W Wielkiej Brytanii piosenka została wydana jako drugi singel promujący Metamorphosis razem z "Come Clean".

## Znaczenie piosenki
Piosenka została napisana przez Charliego Midnight i Matthew Gerrarda, aby inspirować nastolatków do bycia sobą częściej niż bycia kimś kogo chcą widzieć inni. Refren "Why not, take a crazy chance" (ang. dlaczego nie zaryzykować) namawia słuchaczy do podjęcia ryzyka i zrobienia czegoś wielkiego.

## Teledysk
Teledysk pierwszy raz został pokazany na Disney Channel w czerwcu 2003 i obejrzało go 3,2 miliona widzów. Na MTV piosenka pokazała się po raz pierwszy w programie Total Request Live. Wpadająca w ucho melodia i teledysk natychmiast stały się masowym sukcesem, następnego dnia były na szóstym miejscu w programie. Teledysk pokazuje Duff śpiewającą na dachu wraz z towarzyszącymi scenami z The Lizzie McGuire Movie.

## Pozycje w rankingach
Piosenka znalazła się w trzech różnych rankingach: Australian Singles Top 50, New Zealand Top 40 i Dutch Top 40. Pojawił się zaraz po wydaniu w rankingu Australian Singles jako numer 40. Sprzedaż spadła w następnym tygodniu i singel wylądował na 45 pozycji. Jednakże w następnym tygodniu sprzedaż równomiernie rosła, a piosenka zajęła 14 miejsce, 12 tygodni po komercyjnym wydaniu. Wypadł z listy po 16 tygodniach od wydania. W Nowej Zelandii singel był w rankingach przez 3 tygodnie i debiutował jako numer 20. Podskoczył na miejsce 15 w następnym tygodniu, ale dwa tygodnie później spadł o pięć pozycji. W Holandii piosenka debiutowała jako numer 33, a w następnym tygodniu podskoczyła na 20 pozycję, gdzie przebywała przez dwa tygodnie. Wypadła z rankingu 5 tygodni po wydaniu.
| Ranking (2003)                                | Najwyższa Pozycja |
| --------------------------------------------- | ----------------- |
| Australian Singles Chart Australia            | 14                |
| Dutch Singles Chart Holandia                  | 20                |
| New Zealand RIANZ Singles Chart Nowa Zelandia | 15                |
| UK Singles Chart 1 Wielka Brytania            | 18                |

- 1 "Come Clean"/"Why Not"

## Ścieżka
Wydanie Australijskie/Nowo Zelandzkie
1. "Why Not"
2. "Why Not" (McMix)
3. "I Can’t Wait" (dance mix)
4. "Why Not" (teledysk)

## Piosenka znalazła się na płytach
- Metamorphosis & Metamorphosis (UK Bonus Tracks)
- Much Dance 2004
- The Lizzie McGuire Movie Soundtrack
- The Girl Can Rock (na żywo, DVD)
- Disney Artist Karaoke Series: Hilary Duff
- Family Flicks
- Most Wanted (remix 2005)